# Наймогутніший мудрець найслабшого ордену
«Наймогутніший мудрець найслабшого ордену» (яп. 失格紋の最強賢者 〜世界最強の賢者が更に強くなるために転生しました〜, Shikkakumon no Saikyō Kenja ~Sekai Saikyō no Kenja ga Sara ni Tsuyoku Naru Tame ni Tensei Shimashita~), також відома як Shikkakumon no Saikyō Kenja (яп. 失格紋の最強賢者) або просто Shikkakumon (яп. 失格紋) — серія ранобе, написана Шінкошьото з ілюстраціями Фуки Казабани. Вона публікувалася онлайн з грудня 2016 по квітень 2020 року на вебсайті Shōsetsuka ni Narō. Пізніше її придбала компанія SB Creative, яка з травня 2017 року видала двадцять томів під своїм імпринтом GA Novel. Манґа-адаптація з малюнками LIVER JAM&POPO публікується онлайн з червня 2017 року через онлайн-журнал манґи Square Enix «Manga Up!». Вона зібрана у тридцяти одному томі танкобон. Анонсовано випуск манґи українською мовою видавництвом Lantsuta.  Англійькою ж мовою манґа видається компанією Square Enix. Аніме-серіал виробництва J.C.Staff транслювався з січня по березень 2022 року.

## Сюжет
У світі магії сили та майбутнє мага заздалегідь визначені при народженні за допомогою так званих «Орденіа» — чотирьох символів, що класифікують здібності людини до магії. Нарікаючи на те, що його герб вважався непридатним для бою і корисним лише для посилення магії, неймовірно вправний мудрець вирішив перевтілитися на тисячі років у майбутнє.
Мудрець відроджується як Матіас Хільдесхаймер, шестирічний хлопчик і третій син герцогської родини. Матіас отримує бажаний герб для ближнього бою. На жаль, також виявляється, що знання людства про магію та фехтування різко погіршилися в цю епоху; лише неякісне магічне обладнання можна знайти, тоді як навіть найпростіші заклинання були забуті. До того ж, його нинішній герб, колись визнаний наймогутнішим, тепер вважається найгіршим.
Коли Матіасу виповнюється 12 років, його неперевершена майстерність володіння мечем приводить його до Другої Королівської Академії. Розбиваючи упередження, він швидко створює фурор в академії та за її межами. Однак колишній мудрець виявляє ознаки темних сил, що діють у тіні, і, оскільки людство слабше, ніж будь-коли, саме Матіас має зірвати їхні зловісні плани.

## Персонажі
Матіас Хільдесхаймер (яп. マティアス＝ヒルデスハイマー, Matiasu Hirudesuhaimā)
Сейю: Ніна Тамакі
Відомий як «Гаюс» у своєму попередньому житті близько 5000+ років тому. Він перевтілився в Матіаса, щоб за допомогою своєї магії реінкарнації отримати новий Орден, який був би кращим за його «Перший Орден». Він успішно досяг своєї мети після перевтілення, отримавши «Четвертий Орден». Його головна мета в житті — набратися сили, щоб кинути виклик і битися з могутніми Монстрами у Відкритому Космосі.
Лурі Абендрот (яп. ルリイ＝アーベントロート, Rurii Ābentorōto)
Сейю: Саюмі Судзушіро
Дочка роду Абендротів. Вона закохана в Матіаса з першого дня їхньої зустрічі та має «Перший Орден», так само як і Матіас у своєму попередньому втіленні. Обожнює все практичне, корисне та красиве. Відіграє роль ремісниці в команді.
Алма Лепуціус (яп. アルマ＝レプシウス, Aruma Repushiusu)
Сейю: Харука Шірайші
Третя дочка роду Лепуціусів. Вона найкраща подруга Лурі та має «Другий Орден». Хоча її магічна сила нижча, ніж у Матіаса, Айріс та Лурі, вона добре володіє навичками стрільби з лука.
Айріс (яп. イリス, Irisu)
Сейю: Шіорі Ізава
Також відома як «Чорний Дракон Айріс», вона є одним із найстаріших і найсильніших живих Драконів, в минулому - учениця Гаюса. Єдина не-людина серед авантюристів. Вона єдина, хто знає справжню особистість Матіаса після їхнього возз'єднання тисячі років потому, і вирішила зберегти це в таємниці на його прохання. У своїй людській формі вона виглядає як молода дівчина і навчається в академії разом з іншими. В справжній подобі виглядає як темний двоногий дракон із хрестоподібними відмітинами на рогах, але змушена більшість часу її приховувати. У зв'язку з витратами мани на підтримку людської подоби має майже необмежений апетит.

## Медіа

### Ранобе
Шінкошьото почав серіалізацію серії на вебсайті Shōsetsuka ni Narō у грудні 2016 року. У травні 2017 року її придбала компанія SB Creative, яка опублікувала серію з ілюстраціями Фуки Казабани під своїм імпринтом GA Novel. Перший том опублікований 14 травня. Станом на грудень 2024 року, опубліковано 20 томів.
Паралельна серія ранобе під назвою Senmetsu Madō no Saikyō Kenja: Musai no Kenja, Madō wo Kiwame Saikyō e Itaru (яп. 殲滅魔導の最強賢者 無才の賢者、魔導を極め最強へ至る, «Найсильніший мудрець магії знищення: Некваліфікований мудрець, що опановує магію та стає найсильнішим») публікується компанією SB Creative з вересня 2020 року під їхнім імпринтом GA Bunko, і станом на грудень 2020 року вийшло два томи.
| №  | Дата виходу     | ISBN                   |
| -- | --------------- | ---------------------- |
| 1  | 14 травня 2017  | ISBN 978-4-79-739236-4 |
| 2  | 11 серпня 2017  | ISBN 978-4-79-739328-6 |
| 3  | 15 грудня 2017  | ISBN 978-4-79-739438-2 |
| 4  | 15 березня 2018 | ISBN 978-4-79-739588-4 |
| 5  | 15 червня 2018  | ISBN 978-4-79-739696-6 |
| 6  | 15 вересня 2018 | ISBN 978-4-79-739816-8 |
| 7  | 15 грудня 2018  | ISBN 978-4-79-739990-5 |
| 8  | 15 березня 2019 | ISBN 978-4-79-739991-2 |
| 9  | 15 червня 2019  | ISBN 978-4-81-560128-7 |
| 10 | 14 вересня 2019 | ISBN 978-4-81-560130-0 |
| 11 | 12 січня 2020   | ISBN 978-4-81-560508-7 |
| 12 | 15 травня 2020  | ISBN 978-4-81-560652-7 |
| 13 | 13 березня 2021 | ISBN 978-4-81-560970-2 |
| 14 | 15 січня 2022   | ISBN 978-4-81-561136-1 |
| 15 | 15 березня 2022 | ISBN 978-4-81-561531-4 |
| 16 | 15 грудня 2022  | ISBN 978-4-81-561911-4 |
| 17 | 15 травня 2023  | ISBN 978-4-81-562116-2 |
| 18 | 15 вересня 2023 | ISBN 978-4-81-562117-9 |
| 19 | 14 липня 2024   | ISBN 978-4-8156-2589-4 |
| 20 | 15 грудня 2024  | ISBN 978-4-8156-2590-0 |

### Манґа
Манґа-адаптація серії ранобе з ілюстраціями Каншьо та Хьоко почала публікуватися в журналі Square Enix «Manga Up!» 27 червня 2017 року. У червні 2025 року видавництво Lantsuta анонсувало випуск манґи українською; випуск першого тому заплановано на осінь того ж року. Square Enix Manga & Books ліцензувала манґу для видання англійською мовою в Північній Америці.
Манґа-адаптація паралельної історії від Юе Лін та Понджі також була запущена в той же час на «Manga UP!». Станом на березень 2022 року вона зібрана в восьми томах танкобон.
| №  | Японською       | Японською              | Українською | Українською            |
| №  | Дата виходу     | ISBN                   | Дата виходу | ISBN                   |
| -- | --------------- | ---------------------- | ----------- | ---------------------- |
| 1  | 13 грудня 2017  | ISBN 978-4-75-755545-7 | Анонсовано  | ISBN 978-617-8202-29-3 |
| 2  | 13 березня 2018 | ISBN 978-4-75-755662-1 | —           | —                      |
| 3  | 13 червня 2018  | ISBN 978-4-75-755741-3 | —           | —                      |
| 4  | 13 вересня 2018 | ISBN 978-4-75-755840-3 | —           | —                      |
| 5  | 13 грудня 2018  | ISBN 978-4-75-755939-4 | —           | —                      |
| 6  | 13 березня 2019 | ISBN 978-4-75-756039-0 | —           | —                      |
| 7  | 12 червня 2019  | ISBN 978-4-75-756157-1 | —           | —                      |
| 8  | 12 вересня 2019 | ISBN 978-4-75-756294-3 | —           | —                      |
| 9  | 12 грудня 2019  | ISBN 978-4-75-756421-3 | —           | —                      |
| 10 | 12 березня 2020 | ISBN 978-4-75-756558-6 | —           | —                      |
| 11 | 12 червня 2020  | ISBN 978-4-75-756687-3 | —           | —                      |
| 12 | 12 вересня 2020 | ISBN 978-4-75-756841-9 | —           | —                      |
| 13 | 11 грудня 2020  | ISBN 978-4-75-756996-6 | —           | —                      |
| 14 | 12 березня 2021 | ISBN 978-4-75-757146-4 | —           | —                      |
| 15 | 11 червня 2021  | ISBN 978-4-75-757312-3 | —           | —                      |
| 16 | 10 вересня 2021 | ISBN 978-4-75-757481-6 | —           | —                      |
| 17 | 10 грудня 2021  | ISBN 978-4-75-757634-6 | —           | —                      |
| 18 | 11 березня 2022 | ISBN 978-4-75-757821-0 | —           | —                      |
| 19 | 10 червня 2022  | ISBN 978-4-75-757970-5 | —           | —                      |
| 20 | 12 вересня 2022 | ISBN 978-4-7575-8146-3 | —           | —                      |
| 21 | 12 грудня 2022  | ISBN 978-4-7575-8312-2 | —           | —                      |
| 22 | 10 березня 2023 | ISBN 978-4-7575-8474-7 | —           | —                      |
| 23 | 12 червня 2023  | ISBN 978-4-7575-8617-8 | —           | —                      |
| 24 | 12 вересня 2023 | ISBN 978-4-7575-8802-8 | —           | —                      |
| 25 | 12 грудня 2023  | ISBN 978-4-7575-8966-7 | —           | —                      |
| 26 | 12 березня 2024 | ISBN 978-4-7575-9110-3 | —           | —                      |
| 27 | 12 червня 2024  | ISBN 978-4-7575-9255-1 | —           | —                      |
| 28 | 12 вересня 2024 | ISBN 978-4-7575-9426-5 | —           | —                      |
| 29 | 12 грудня 2024  | ISBN 978-4-7575-9576-7 | —           | —                      |
| 30 | 12 березня 2025 | ISBN 978-4-7575-9750-1 | —           | —                      |
| 31 | 12 червня 2025  | ISBN 978-4-7575-9902-4 | —           | —                      |

### Аніме
На заході «GA Fes 2021» під час прямої трансляції було оголошено, що серія отримає аніме-адаптацію для телебачення. Її виробництвом займалася NBCUniversal Entertainment Japan, а анімацією — J.C.Staff. Режисером серіалу став Норіакі Акітая, а Хірокі Учіда відповідав за сценарії. Аніме транслювалося з 8 січня по 26 березня 2022 року на каналах Tokyo MX, BS11, SUN та AT-X.
Відкриваючою темою стала пісня «Leap of faith» гурту fripSide, а завершальною — «Day of Bright Sunshine» у виконанні Юкі Накашіми.
Crunchyroll транслював серіал. Medialink ліцензувала серію для Південної Азії, Південно-Східної Азії та Океанії, за винятком Австралії та Нової Зеландії.

### Мобільна гра
У грудні 2021 року було оголошено, що мобільна гра за мотивами серії, під назвою «Shikkaku Mon no Saikyō Kenja: The Ultimate Reincarnation», вийде на iOS та Android у 2022 році.

## Сприйняття
Ребекка Сільверман з Anime News Network оцінила перший том адаптації манґи на «C+». Вона похвалила художнє оформлення, натяки в історії на події, що відбулися до початку розповіді, а також те, що персонажі старіють належним чином. Водночас вона розкритикувала манґу за надмірну типовість та відчуття поспішності й нерівномірності темпу. Наступний том отримав оцінку «B-». Ребекка Сільверман похвалила покращення в сюжеті та темпі, а також стабільно якісний малюнок. Проте, вона відзначила, що манґа все ще здається дещо типовою, один персонаж отримав менше розвитку, а також були присутні деякі дивні перекладацькі рішення.